# كم ميونغ غل (لاعب كرة قدم)
كم ميونغ غل (بالهانغل: 김명길، وبالهانجا: 金明吉. ولد في 16 أكتوبر 1984 في كوريا الشمالية) لاعب كرة قدم كوري شمالي يلعب حاليا لصالح نادي أمروكغانغ الكوري الشمالي .

## روابط خارجية
- كيم ميونغ غيل على موقع الاتحاد الدولي (مؤرشف)  (الإنجليزية)
- كيم ميونغ غيل على موقع قاعدة بيانات كرة القدم.إي يو (الإنجليزية)
- كيم ميونغ غيل على موقع ناشيونال فوتبول تيمز (الإنجليزية)
- كيم ميونغ غيل على موقع Soccerbase.com (لاعب) (الإنجليزية)
- كيم ميونغ غيل على موقع Soccerway.com (الإنجليزية)